# Горка-Назаровская
Горка-Назаровская — деревня в Верховажском районе Вологодской области.
Входит в состав Шелотского сельского поселения, с точки зрения административно-территориального деления — в Шелотский сельсовет.
Расстояние по автодороге до районного центра Верховажья — 70,3 км, до центра муниципального образования Шелоты — 0,8 км. Ближайшие населённые пункты — Макаровская, Фофановская, Шелота, Степаново, Чавровская, Якунинская, Гарманово, Доронинская, Татаринская, Денисовская.
По переписи 2002 года население — 14 человек.